# Alarde de Txistularis de Pamplona
El Alarde de Txistularis de Pamplona es un evento cultural emblemático que se celebra anualmente en Pamplona, Navarra, en el marco de las fiestas de San Fermín. Este concierto organizado por EHTEN (Euskal Herriko Txistulari Elkartea Nafarroa) rinde homenaje a la tradición musical del txistu, un instrumento de viento característico de la música popular vasca.

## Historia
El Alarde tiene una larga trayectoria como parte de las celebraciones de San Fermín, consolidándose como uno de los eventos destacados de las fiestas. A lo largo de los años, ha evolucionado para incorporar diversos elementos musicales y culturales, manteniendo siempre su esencia.

## Documentación y Archivo
El Archivo del Alarde de Txistularis de Pamplona recopila y organiza una amplia gama de materiales relacionados con el evento, incluyendo:
- Audios de interpretaciones.
- Videos de los últimos conciertos.
- Partituras de las piezas interpretadas.
- Carteles promocionales de diferentes ediciones.

La información está clasificada por años y temas para facilitar su consulta. Actualmente, el archivo digital cubre ediciones desde 2015 hasta 2024, proporcionando una valiosa herramienta para investigadores y aficionados.

## Aspectos Destacados
- Crecimiento sostenido: Durante la última década, el evento ha experimentado un aumento constante en el número de participantes y obras interpretadas.
- Resiliencia en 2020: A pesar de las restricciones impuestas por la pandemia de COVID-19, el Alarde fue uno de los pocos eventos de San Fermín que se llevó a cabo, aunque en una fecha posterior, reafirmando su importancia.